# インターネット ディベート
インターネット ディベートは、2001年4月7日から2003年3月24日までNHK BS1で放送された討論番組である。

## 概要
インターネットとテレビが融合した新しい討論番組で、視聴者のメールをもとに専門家がディベートする。

## 放送時間
- 2001年度：土曜 23:00 - 23:49／日曜 24:00 - 24:49
- 2002年度：土曜 23:00 - 23:49／水曜 10:00 - 10:49／日曜15:00 - 15:49

## キャスター
- 天野ひかり
- 藤井克典（2001年度）
- 宮崎浩輔（2002年度）

## テーマ一覧
- 若者の学力低下
- 専業主婦
- フリーター150万人
- ニッポン人の英語力
- 出産拒否
- 教師を問う
- 医療・待ったなしの改革
- ゆれる結婚制度
- ゴミ減量を問う
- 賃金制度改革は必要か?
- テロとの戦い 日本の役割は
- 「大学改革」は終わったか？
- 医療改革
- アフガン復興支援 私たちにできること
- 保育園をどう変える
- 日本に“雇用”を生み出そう
- 電脳社会のマナーとルール
- 地方新税
- ネオ町内会
- 総合学習
- 食
- 賛成?反対?“路上禁煙条例”
- 臓器移植法・5年目の見直し
- アートなくして景気回復なし!?
- 介護保険
- たばこをめぐる900のメール
- 絶対評価
- “大人”になれない若者たち
- 外国人が直言!日本経済に喝!
- 子どもが危ない
- この国の“幸せ”のかたち